# Луксембуржани
Луксембуржани (лукс. Lëtzebuerger) мали су германски народ настањен у Луксембургу и у суседним земљама (Француској, Белгији и Немачкој). Ван своје матичне земље највише их има у САД, Бразилу и Канади. Луксембуржани су хришћани а по верској припадности су католици. Званични језик је луксембуршки, члан германске гране индоевропске породице језика.

## Историја
Луксембуржани имају снажан осећај националног идентитета којег рефлектују у свом националном моту Mir wëlle bleiwe wat mir sin односно Желимо остати оно што јесмо. Луксембург је малена држава западне Европе. Затворена је границама Француске, Немачке и Белгије, утемељена 963. године, постаје велико војводство 1815. године, али 1839. губи велики део територије у корист Белгије. Пуну независност постиже 1867. године. Наслеђе савремених Луксембуржана произлази највећим делом од Келта, Франака и других германских народа који су пролазили овим важним раскршћем у време пре и после римске окупације.

## Језик
Луксембуршки језик (лукс. Letzeburgesch, енгл. Luxembourgisch) германски је дијалект (дијалекат немачког) с много позајмљених речи из француског, он је језик народа, њиховог идентитета и припадности заједници. Луксембург ипак уз луксембуршки има још два званична језика, то су немачки који се користи у трговини, новинарству и цркви, и француски у администрацији, односно у влади и на двору.

## Култура

### Свечаности и празници
Луксембуржани имају један од највиших стандарда на свету. Њихове најзначајније свечаности су саставни делови културе Луксембуржана. Уз карневале који се одржавају шест дана након Божића, ту су и лукс. Buergbrennen (следећи дан након Божића) када пале велику ватру под отвореним небом. Традиционално се, још од давнина (1340. године) одржава лукс. Shueberfouer које је основао Јован Слепи, Национални дан (23. јуна), Гензефест и Бела недеља (енгл. Whitsunday; 7. недеље након Ускрса), и вински фестивали који почињу у августу.